# 90
90 (XC) je bilo prestopno leto, ki se je po julijanskem koledarju začelo na petek.

## Rojstva
- ok. Teon I., grški matematik

## Smrti
- Artaban IV., partski vladar (* ni znano)